# Opisthoxia epichrysops
Opisthoxia epichrysops là một loài bướm đêm trong họ Geometridae.